# Yūki Ōta
Yūki Ōta (太田 雄貴?, Ōta Yūki; Ōtsu, 25 novembre 1985) è uno schermidore giapponese, specializzato nella disciplina del fioretto.

## Biografia
Nel 2008 Ota ha vinto il Campionato Asiatico di scherma.
Alle Olimpiadi di Pechino arriva in finale dopo aver battuto (15-14) Salvatore Sanzo. Viene sconfitto da Benjamin Kleibrink (15-9) aggiudicandosi l'argento.
Nel 2012, partecipa ai Giochi della XXX Olimpiade di Londra, dove, nell'individuale, è eliminato agli ottavi di finale da Andrea Baldini, mentre nella prova a squadre ha conquistato l'argento.

## Palmarès
- Giochi olimpici:

Pechino 2008: argento nel fioretto individuale.
Londra 2012: argento nel fioretto a squadre.
- Mondiali

Parigi 2010: bronzo nel fioretto individuale e nel fioretto a squadre.
Mosca 2015: oro nel fioretto individuale.
- Campionati asiatici

Bangkok 2008: oro nel fioretto individuale.